# تصحیح خطای رید-سالامون

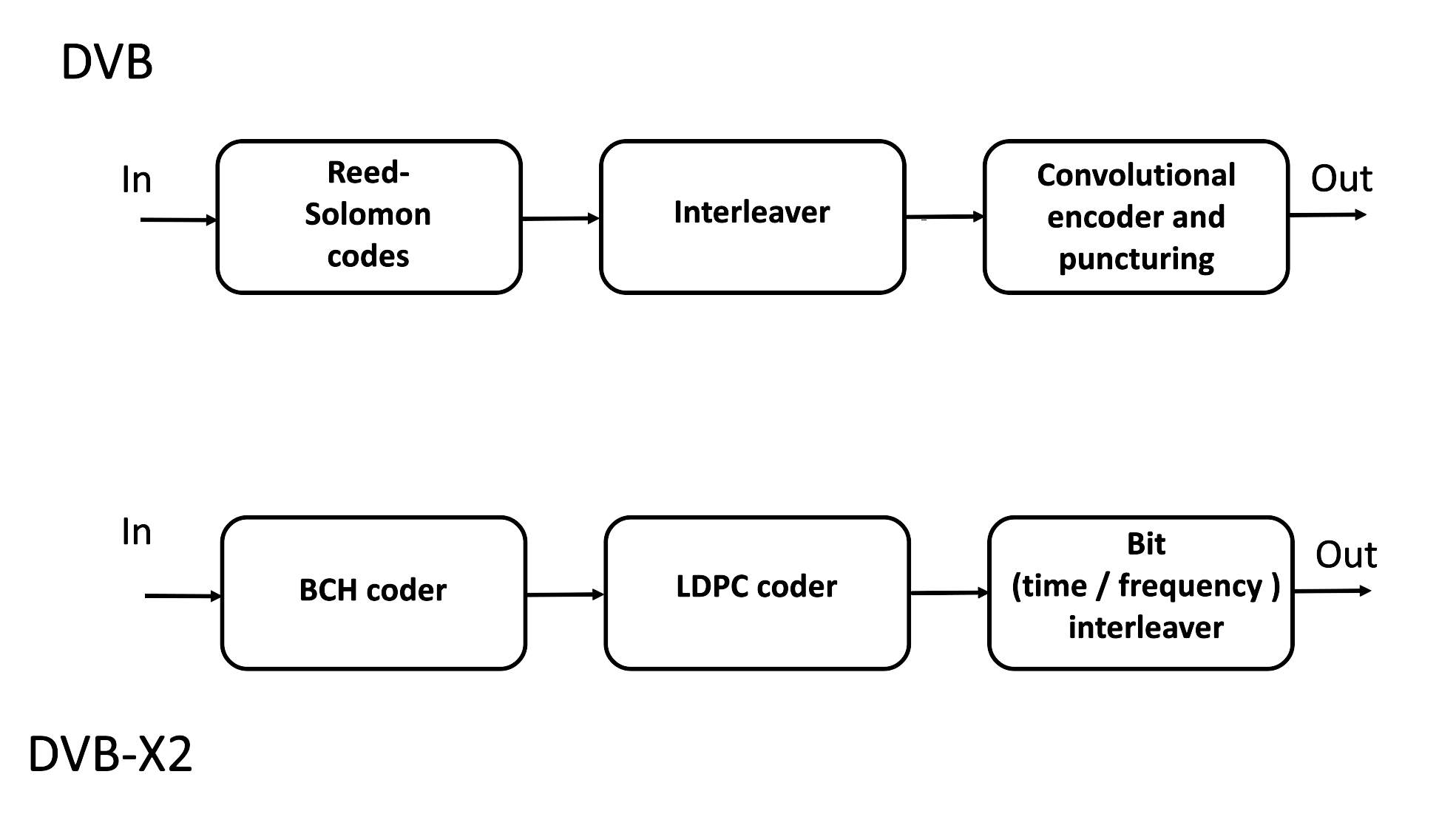
نظریه گذاری

در نظریّهٔ کدگذاری، کدهای Reed–Solomon یا به اختصار (RS) در واقع کدهای غیردودویی هستند که نشانه ورودی از نوع مجموعه ای بزرگتر از ۲ هستند. کدهای تصحیح خطا دایره ای توسط ایروینگ اس رید و گوستاو سولومون اختراع شد. آن‌ها یک روش سیستماتیک برای ساختن کدهایی که می‌توانند چندین خطای نشانه تصادفی توصیف کردند. با اضافه کردن t نشانه بررسی به داده، یک کد RS می‌تواند هر ترکیب از t نشانه خطادار را تشخیص دهد، و تا ⌊t/۲⌋ نشانه را تصحیح کند. به عنوان یک کد قابل حذف شدن، می‌تواند تا t نشانه قابل پاک شدن را تصحیح کنkد، یا به نوعی می‌توان گفت که می‌تواند ترکیبی از خطاها و کدهای قابل پاک شدن را تشخیص و تصحیح کند.
به علاوه، از آنجا که توالی b+۱ خطای بیتی می‌تواند حداکثر دو نشانه با اندازه b را تحت تأثیر قرار دهد، کدهای RS برای استفاده به صورت تصحیح خطای بیتی مسلسل‌وار مناسب است. انتخاب t بستگی به طراح کد دارد، و می‌تواند در محدوده عریضی انتخاب شود.
در کدکردن رید-سالامون، نشانه‌های منبع به صورت ضرایب یک چندجمله‌ای p(x) بر روی یک طول محدود تعریف می‌شود. ایده اصلی تولید n نشانه کد از k نشانه منبع با استفاده از
فرانمونه‌برداری (p(x در n > k نقطه متفاوت، فرستادن نقطه‌های نمونه‌برداری شده، و استفاده از تکنیک میانیابی در گیرنده برای بازسازی پیام اصلی است. امروزه کدهای RS بدین روش مورد استفاده قرار نمی‌گیرند. در عوض، کدهای RS به صورت کد BCH دوره‌ای، که نشانه‌های رمزکننده از روی ضرایب یک چندجمله‌ای که با استفاده از جاصلضرب p(x) و یک چندجمله‌ای مولد دوره‌ای ساخته می‌شود بدست می‌آید.
این کار به یک الگوریتم رمزگشایی مؤثر منجر می‌شود، که توسط Elwyn Berlekamp و James Massey کشف شد، و به الگوریتم رمزگشایی Berlekamp-Massey معروف است.